# Heliobatis
Heliobatis is een geslacht van uitgestorven roggen, met als enige soort Heliobatis radians. Het geslacht is voornamelijk bekend uit het Vroeg-Eoceen (Wasatchian), Fossil Lake afzettingen. Fossil Lake maakt deel uit van de Green River-formatie in zuidwest Wyoming. Heliobatis is een van de slechts twee bekende roggen die in de Green River-formatie zijn gevonden; de andere soort Asterotrygon maloneyi werd pas in 2004 erkend en beschreven.

## Beschrijving
Deze 30 cm lange pijlstaartrog had een bijna rond, schijfvormig lichaam, een rostrum dat spits toelopend was en een lange stekelstaart, die bestond uit 170 tot 190 totaal verkalkte wervels. De drie staartstekels met weerhaken waren giftig. Midden over zijn rug liep een rij haakvormige huidtanden. Het dier had 90 borstvinstralen, die bijna midden voor de schedel bij elkaar kwamen. De 16 buikvinstralen maakten de cirkel aan de achterkant vol. De bek was bezet met kleine en vierhoekige tanden, die een vrij plat occlusaal vlak hadden. Het mannetje was in het bezit van een stel copulatie-organen.

## Leefwijze
Deze rog leefde voornamelijk in zoetwaterriviertjes en meren. Als hij niet op zoek naar voedsel was, lag het dier meestal gedeeltelijk begraven in zacht sediment. Zijn voedsel bestond voornamelijk uit rivierkreeften, garnalen en andere ongewervelden.

## Geschiedenis en classificatie
Het geslacht werd beschreven aan de hand van een enkel incompleet holotype exemplaar, nummer YPM 528, dat zich momenteel bevindt in de collecties van het Peabody Museum of Natural History in New Haven (Connecticut). Het exemplaar werd verzameld op een uitloper van Fossil Lake en toont een bovenaanzicht van de vis. Hij werd voor het eerst onderzocht door de productieve Amerikaanse paleontoloog Othniel Charles Marsh. Hij publiceerde zijn beknopte typebeschrijving in 1877 in de American Journal of Science. Twee jaar later publiceerde Edward Drinker Cope, rivaal van Marsh, een beschrijving van een roggenexemplaar en gaf het de naam Xiphotrygon acutidens. Hoewel de beschrijving van Cope completer is en een illustratie van zijn type-exemplaar bevat, heeft de oude naam Heliobatis voorrang. In 1947 publiceerde Henry Weed Fowler een zeer korte beschrijving van een geslacht van roggen dat hij Palaeodasybatis discus noemde, gebaseerd op een gedeeltelijk gerestaureerd exemplaar van de Academy of Natural Sciences, nummer ANSP 89344. Het exemplaar, dat later verloren ging, had een meer afgerond of schijfvormig lichaam dan Heliobatis. Het geslacht werd gesynonimiseerd met Heliobatis op basis van illustraties van Fowlers type-exemplaar, waarbij het rondere uiterlijk werd gekenmerkt als een artefact van de onvolledigheid van Marsh' holotype.
Het generische epitheton Heliobatis is een afleiding van de woorden helios, wat 'de zon' betekent, en batis, wat 'rog' betekent. De afleiding van de specifieke epitheton radians wordt niet vermeld in Marsh's beschrijving.